# Alavametra
Alavametra is een geslacht van wantsen uit de familie van de waterlopers (Hydrometridae). Het geslacht werd voor het eerst wetenschappelijk beschreven door Sánchez-García & Nel in 2016.

## Soorten
Het genus bevat de volgende soort:

- Alavametra popovi Sánchez-García & Nel in Sánchez-García et al., 2016